# Aqtöbe

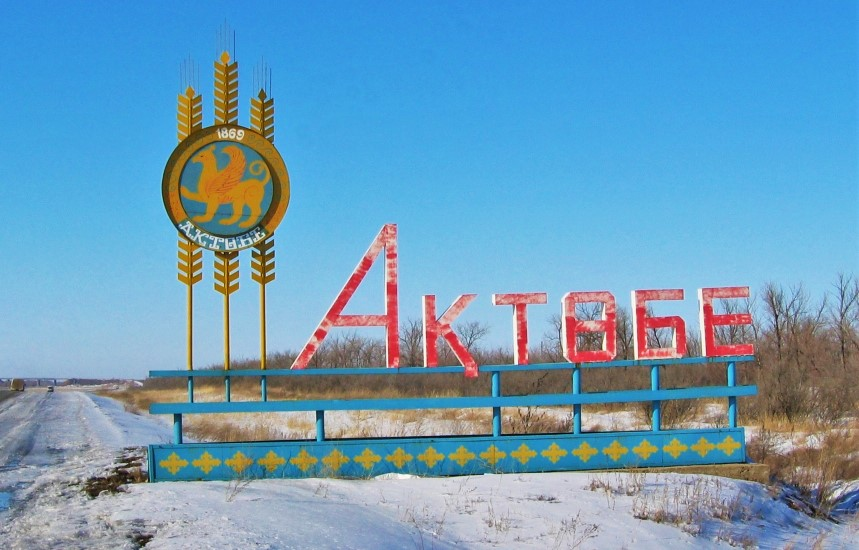
Namnskylt vid en väg i utkanten av staden.

Aqtöbe (kazakiska: Ақтөбе; av aq, "vit", och töbe, "kulle"), eller Aktiubinsk (ryska: Актюбинск), är en stad vid floden Ilek i nordvästra Kazakstan och huvudort i provinsen Aqtöbe. År 2022 hade staden 523 665 invånare. 

## Sport
- FK Aktobe